# Орест (Еврипид)
«Оре́ст» (др.-греч. Ὀρέστης, Orestēs) — трагедия древнегреческого драматурга Еврипида на тему мифа о Пелопидах, впервые поставленная на сцене в 408 году до н. э. Её текст полностью сохранился.

## Сюжет
В «Оресте» Еврипид разрабатывает материал мифов о Пелопидах, создавая своеобразное продолжение пьесы «Электра», написанной примерно пятью годами ранее. Действие происходит в Аргосе (Еврипид не видит разницы между этим городом и Микенами) спустя несколько дней после того, как Орест убил свою мать. Заглавный герой страдает из-за мук совести, а жители города хотят осудить его на смерть за его преступление. В это время в Аргос прибывают Елена и Менелай. Последний обещает племяннику поддержку, но в решающий момент не оказывает её из-за позиции Тиндарея, пригрозившего ему лишением прав на спартанский престол. В результате и Ореста, и Электру приговаривают к смерти.
Дети Агамемнона решают, чтобы отомстить Менелаю и попробовать спастись, убить Елену и захватить в заложники её дочь Гермиону. В решающий момент вмешивается Аполлон, который превращает Елену в звезду и предсказывает Оресту, что тот будет оправдан афинским Ареопагом и женится на Гермионе.
Антиковеды констатируют, что в «Оресте» Еврипид отступает от мифологической традиции и предлагает свою версию событий, необычную для античности. Главного героя судит не Ареопаг, а народное собрание Аргоса, матереубийство трактуется как бессмысленное деяние, совершённое по приказу злого бога. Убив мать, Орест оказывается способным и на другие жестокости со столь же сомнительной мотивацией: он пытается убить тётку, объявив её виновной в развязывании Троянской войны, и угрожает убить юную двоюродную сестру, рассчитывая таким образом спасти свою жизнь. Его друг Пилад тоже изображён как скорее отрицательный персонаж — «молчун злой и осторожный», опьянённый кровью. Таким образом, в трагедии происходят дегероизация и даже обессмысливание мифа.

## Издание на русском языке
- Еврипид. Орест. Перевод с древнегреческого Иннокентия Анненского // Еврипид. Трагедии. М., 1980. Т. 2. С.299—374.